# Событийно-ориентированная архитектура
Архитектура, управляемая событиями (англ. event-driven architecture, EDA) является шаблоном архитектуры программного обеспечения, позволяющим создание, определение, потребление и реакцию на события.
Событие можно определить как «существенное изменение состояния». Например, когда покупатель приобретает автомобиль, состояние автомобиля изменяется с «продаваемого» на «проданный». Системная архитектура продавца автомобилей может рассматривать это изменение состояния как событие, создаваемое, публикуемое, определяемое и потребляемое различными приложениями в составе архитектуры.
Этот архитектурный шаблон может применяться при разработке и реализации приложений и систем, передающих события среди слабосвязанных программных компонентов и служб. Система, управляемая событиями, обычно содержит источники событий (или агентов) и потребителей событий (или стоков). Стоки ответственны за ответную реакцию, как только событие возникло. Реакция может полностью или не полностью создаваться стоком. К примеру, сток может отвечать лишь за фильтрацию, преобразование и доставку события другому компоненту, либо он может создать собственную реакцию на это событие. Первая категория стоков может основываться на традиционных компонентах, таких как промежуточное программное обеспечение для обмена сообщениями, а вторая категория стоков (формирующая собственную реакцию в процессе работы) может потребовать наличия более подходящей платформы выполнения транзакций.
Создание приложений и систем в рамках архитектуры, управляемой событиями, позволяет им быть сконструированными способом, способствующим лучшей интерактивности, поскольку системы, управляемые событиями, по структуре более ориентированы на непредсказуемые и асинхронные окружения.
Архитектура, управляемая событиями, соответствует сервисно-ориентированной архитектуре (SOA), поскольку сервисы могут активироваться триггерами, срабатывающими от входящих событий.
Эта парадигма особенно полезна в случае, когда сток не предоставляет собственного исполнения действий.
Сервисно-ориентированная архитектура, управляемая событиями, развивает архитектуры SOA и EDA для предоставления более глубокого и надежного уровня услуг за счет использования ранее неизвестных причинно-следственных связей, чтобы сформировать новую модель событий. Этот новый шаблон бизнес-аналитики ведет к дальнейшей автоматизации обработки, добавляющей предприятию не достижимой ранее производительности путём внесения ценной информации в распознанный шаблон деятельности.

## Структура события
Событие может состоять из двух частей: заголовка события и тела события. Заголовок события может включать в себя информацию, например имя события, временную метку для события, и тип события.
Тело события описывает то, что в действительности произошло. Тело события не следует путать с шаблоном или логикой, которая может быть применена в качестве реакции на события.

## Уровни потока событий
Архитектура, управляемая событиями, состоит из четырёх логических слоев. Она начинается с фактического зондирования, его технического представления в форме события и заканчивается непустым множеством реакций на это событие.

### Генератор событий
Первым логическим слоем является генератор событий, который регистрирует факт и представляет этот факт событием. Поскольку фактом может быть практически все, что может быть воспринято, им может быть и генератор событий. В качестве примера генератором может быть клиент электронной почты, система электронной коммерции или некоторый тип датчика. Преобразование различных данных, полученных от датчиков, в единую стандартизированную форму данных, которые могут быть оценены, является основной проблемой при разработке и реализации этого слоя. Однако, учитывая, что событие является строго декларативным, можно легко применять любые операции трансформации, тем самым устраняя необходимость обеспечения высокого уровня стандартизации.

### Канал событий
Канал событий — механизм, по которому передаётся информация от генератора событий к обрабатывающему события механизму или стоку.
Это может быть соединение TCP/IP или входной файл любого типа (простой текст, формат XML, e-mail, и т. д.) В одно и тоже время может быть открыто несколько каналов событий. Обычно из-за требований обработки событий в режиме, приближенном к реальному времени, каналы событий считываются асинхронно. События сохраняются в очереди, ожидая последующей обработки механизмом обработки событий.

### Механизм обработки событий
Механизм обработки событий является местом, где событие идентифицируется и выбирается соответствующая реакция на него, которая затем выполняется. Это также может привести к созданию ряда утверждений. Например, если пришедшее в механизм обработки событие сообщает, что «Продукт N заканчивается», этот факт может породить реакцию «Заказать продукт N» и «Уведомить персонал».

### Последующее действие, управляемое событиями
Здесь проявляются последствия события. Оно может проявляться различными способами и формами; к примеру, сообщение, посланное кому-либо, или приложение, выводящее какое-либо предупреждение на экран.. В зависимости от предоставляемого стоком (механизмом обработки событий) уровня автоматизации эти действия могут не потребоваться.

## Стили обработки событий
Существует три основных стиля обработки событий: простой, потоковый и сложный. Часто эти три стиля используются совместно в большой событийно-управляемой архитектуре.

### Простая обработка событий
Простая обработка событий касается событий, непосредственно относящихся к специфичным измеримым изменениям условий. При простой обработке событий случаются известные события, инициирующие последействие. Простая обработка событий обычно используется для управления рабочим потоком в реальном времени, сокращая тем самым время задержки и стоимость.
Например, простые события создаются сенсором, определяющим изменение давления в шине или температуру окружающей среды.

### Обработка потока событий
При обработке потока событий (event stream processing — ESP) происходят как обычные, так и известные события. Обычные события (команды, передачи RFID) проверяются на известность и передаются информационным подписчикам. Обработка потока событий обычно используется для управления потоком информации в реальном времени и на уровне предприятия, позволяя своевременное принятие решений.

### Обработка сложных событий
Обработка сложных событий позволяет рассматривать последовательности простых и обычных событий и делать вывод о наступлении сложного события. Обработка сложных событий оценивает взаимное влияние событий и затем предпринимает действия. События (известные или обычные) могут не соблюдать типизацию и возникать на протяжении длительных временных периодов. Корреляция событий может быть причинной, временной или пространственной. Обработка сложных событий требует использования сложных интерпретаторов событий, определения паттернов событий и их сопоставления, а также корреляционных методов. Обработка сложных событий обычно используется для определения и реакции на аномальное поведение, угрозы и возможности.

## Экстремальное слабое связывание и хорошая распределенность
Архитектура, управляемая событиями, экстремально слабо связана и хорошо распределена. Наилучшая распределенность этой архитектуры обусловлена тем, что событием может быть что угодно, существующее где угодно. Архитектура экстремально слабо связана, поскольку событие само по себе не знает о последствиях своего возникновения, то есть если у нас есть охранная система, записывающая информацию при открытии передней двери, то дверь сама по себе не знает, что охранная система добавит информацию об открытии двери.

## Реализации и примеры

### Java Swing
Библиотека Java Swing основана на архитектуре, управляемой событиями. Это особенно хорошо сочетается с мотивацией Swing предоставить компоненты и функциональность, относящуюся к пользовательскому интерфейсу. Интерфейс использует соглашения о наименовании (например, «ActionListener» и «ActionEvent») для организации отношений между событиями. Класс, нуждающийся в оповещении о некотором событии, просто реализует соответствующего слушателя, переопределяет наследуемые методы и добавляется к объекту, порождающему событие. Ниже приведен простейший пример:
```
public
 
class
 
FooPanel
 
extends
 
JPanel
 
implements
 
ActionListener
 
{

    
public
 
FooPanel
()
 
{

        
super
();

        
JButton
 
btn
 
=
 
new
 
JButton
(
"Click Me!"
);

        
btn
.
addActionListener
(
this
);

        
this
.
add
(
btn
);

    
}

    
@Override

    
public
 
void
 
actionPerformed
(
ActionEvent
 
ae
)
 
{

        
System
.
out
.
println
(
"Button has been clicked!"
);

    
}

}

```

Альтернативой является внедрение слушателя в объект в виде анонимного класса. Ниже представлен пример.
```
public
 
class
 
FooPanel
 
extends
 
JPanel
 
{

    
public
 
FooPanel
()
 
{

        
super
();

        
JButton
 
btn
 
=
 
new
 
JButton
(
"Click Me!"
);

        
btn
.
addActionListener
(
new
 
ActionListener
()
 
{

            
public
 
void
 
actionPerformed
(
ActionEvent
 
ae
)
 
{

                
System
.
out
.
println
(
"Button has been clicked!"
);

            
}

        
});

    
}

}

```

Тот же код в функциональном стиле Java 8, с применением лямбда выражения вместо анонимного класса:
```
public
 
class
 
FooPanel
 
extends
 
JPanel
 
{

    
public
 
FooPanel
()
 
{

        
super
();

        
JButton
 
btn
 
=
 
new
 
JButton
(
"Click Me!"
);

        
btn
.
addActionListener
(
ae
 
->
 
System
.
out
.
println
(
"Button has been clicked!"
));

    
}

}

```

### Node.js
Серверная JavaScript платформа активно использует генераторы событий (EventEmitter). Множество объектов в Node генерируют события: net.Server вызывает событие при каждом поступающем запросе, fs.readStream вызывает событие при открытии файла. Пример работы с EventEmitter:
bar.js:
```
var
 
Foo
 
=
 
require
(
"./foo.js"
).
Foo
,

    
foo
 
=
 
new
 
Foo
();

foo
.
addListener
(
"write"
,
 
function
()
 
{

    
console
.
log
(
"Bar"
);

});

```

foo.js:
```
var
 
EventEmitter
 
=
 
require
(
"events"
).
EventEmitter
,

    
Foo
 
=
 
function
()
 
{

        
var
 
foo
 
=
 
this
;

        
foo
.
write
 
=
 
function
()
 
{

            
console
.
log
(
"Foo"
);

            
foo
.
emit
(
"write"
);

        
};

        
setTimeout
(
this
.
write
,
 
3000
);

    
};

Foo
.
prototype
 
=
 
new
 
EventEmitter
();

exports
.
Foo
 
=
 
Foo
;

```